# Морено Окампо, Луис
Луис Морено Окампо (исп. Luis Moreno Ocampo; род. 4 июня 1952, Буэнос-Айрес, Аргентина) — аргентинский юрист, доктор права. Прокурор Международного уголовного суда (2003—2012).

## Биография
Родился 4 июня 1952 в Буэнос-Айресе.
В 1978 году окончил факультет права Университета Буэнос-Айреса. С 1980 по 1991 годы работал в Канцелярии генерального прокурора Аргентины, как 32-летний младший прокурор участвовал в процессах над военной хунтой и в делах о борьбе с коррупцией. Добился осуждения руководителей диктатуры за похищения и убийства людей и поддерживал обвинение против военных командиров, превысивших служебные полномочия в ходе войны за Фолклендские острова.
С 1992 по 2003 годы занимался адвокатской практикой в юридической компании «Морено Окампо энд Уортман Хофре». Морено Окампо также является доцентом на кафедре уголовного права Университета Буэнос-Айреса и в своё время был приглашённым профессором в Стэнфордском университете и Гарвардской школе права. Он выступал в качестве консультанта Всемирного банка, Межамериканского банка развития и Организации Объединённых Наций. Являлся членом консультативного совета Transparency International.
В апреле 2003 года был избран первым Прокурором Международного уголовного суда, вступил в должность 16 июня 2003 года. После истечения девятилетнего срока полномочий 5 июня 2012 года покинул свой пост, его место заняла юрист из Гамбии Фату Бенсуда.
После ухода из МУС Окампо занялся частной практикой. В 2015 году его клиентом стал ливийский бизнесмен Хассан Татанаки, имевший связи с Халифой Хафтаром. Татанаки заключил с Окампо трехгодичный консалтинговый контракт на 3 миллиона долларов и выплатил 750 тысяч долларов. Сотрудничество Окампо с Татанаки вызвало критику в связи с нарушением этических норм, особенно после того, как появились сообщения, что некоторые сотрудники МУС передавали Окампо инсайдерскую информацию, которую тот использовал для защиты своего клиента от уголовного преследования. Также выяснилось, что Окампо и его жена имели оффшорные компании на Карибах, в том числе и в период пребывания Окампо на должности прокурора МУС, на которые поступали крупные средства. Окампо заявил, что оффшорные фирмы не являются незаконными, и он хранил там деньги, потому что не доверял аргентинским банкам.
В художественном фильме «Аргентина, 1985» (2022) Морено Окампо сыграл Питер Ланзани.